# Lubko Deresz
Lubko Deresz (ukr. Лю́бко Де́реш, ur. 1984 w Pustomytach) – ukraiński pisarz.

## Życiorys
Ukończył księgowość na Uniwersytecie Lwowskim. Zadebiutował w 2002, wieku siedemnastu lat, powieścią pt. Kult, wydrukowaną początkowo na stronach magazynu literackiego „Czetwer” (wydanie polskie w 2005). Oprócz tego jest również autorem powieści Pokłoninnia jaszczirci (Hołd jaszczurce, 2002), Arche (wydanie polskie pod tytułem Arche. Monolog, który wciąż jeszcze trwa, 2005), Namir! (2006), Trochy pit’my (2007). Po pięciu latach od wydania ostatniej powieści ukazała się książką pt. Hołowa Jakowa (2011). Powrót uznany został przez krytyków za nieudany, a sam autor otrzymał za książkę antynagrodę „LitAkcent roku”. W 2013 roku ukazała się powieść Ostannia lubow Asury Macharadża.
W 2011 ukazał się zbiór opowiadań Trycylindrowyj dwyhun lubowi, w którym oprócz niepublikowanych dotąd utworów Lubka Deresza znalazły się również opowiadania Jurija Andruchowycza oraz Serhija Żadana. W 2013 roku zaprezentowano książkę Myrotworeć, składającą się z dwóch powieści oraz opowiadania. W dorobku Lubka Deresza znajduje się także książka dla dzieci Dywni dni Hani Hrak.
Publikuje w pismach ukraińskich i rosyjskich. Fragmenty powieści Kult w przekładzie na języka angielski ukazały się w liczącym się nowojorskim czasopiśmie literackim „Fiction”.

## Krytyka
Przyczyny sukcesu utworów Lubka Deresza upatrywane są w wykorzystaniu w nich trzymającej w napięciu intrygi, dynamicznej fabuły, jaskrawych obrazów, a także opisywaniu brutalnej rzeczywistości, która pokazana jest przez pryzmat czarnego humoru.
Jednocześnie jednak twórczość Lubka Deresza oceniana jest niejednoznacznie przez krytyków i pisarzy. Z jednej strony szeroko rozpowszechniła się opinia o Dereszu jako cudownym dziecku ukraińskiej literatury. Z drugiej strony nierzadko wyrażana jest opinia o jego pisarskiej nieudolności i plagiatorskich zapędach. Analiza O. Stusenko wykazała, iż powieści Kult oraz Pokłoninnia jaszczirci są w zasadzie przearanżowaną twórczością Howarda Phillipsa Lovecrafta, natomiast utwór Trochy pit’my powstał na motywach opowiadań Fritza Leibera.
W rankingu najpopularniejszych w 2012 roku pisarzy na Ukrainie, w którym brano pod uwagę liczbę sprzedanych egzemplarzy książek danego autora, Lubko Deresz zajął 11 miejsce.

## Twórczość
- Kult (2001), wydanie polskie: Kult, Warszawa: Prószyński i S-ka 2005, ISBN 83-7469-008-9 (w przekładzie Justyny Marciniak i Anny Łazar)
- Pokłoninnia jaszczirci (2002)
- Arche (2005), wydanie polskie: Arche. Monolog, który wciąż jeszcze trwa, Warszawa: Prószyński i S-ka 2005, ISBN 83-7469-173-5 (w przekładzie Katarzyny Kotyńskiej)
- Namir! (2006)
- Trochy pit’my (2007)
- Hołowa Jakowa (2011)
- Myrotworeć (2013)
- Ostannia lubow Asury Macharadża (2013)
- Tam, de witer (2021)